# حد مستقیم
در ریاضیات، حد مستقیم (به انگلیسی: Direct Limit) روشی برای ساخت یک شیء (عموماً بزرگ) از بسیاری اشیاء (عموماً کوچک) است به گونه ای که به روشی خاص اشیاء کوچک در کنار هم قرار می گیرند تا شیء بزرگتر ساخته شود. این اشیاء می توانند گروه‌ها، حلقه‌ها، فضاهای برداری یا در حالت کلی ممکن است هر شیء از هر رسته ای باشند. روشی که این اشیاء کنار هم قرار می گیرند توسط دستگاهی از هم‌ریختی‌ها (هم‌ریختی‌های گروهی، هم‌ریختی‌های حلقه‌ای یا در حالت کلی هر ریخت در رسته مورد نظر) بین اشیاء کوچک تعیین می شود. حد مستقیم اشیاء {\displaystyle A_{i}} که در آن {\displaystyle i} مقادیر {\displaystyle I} را اختیار می‌کند، با نماد {\displaystyle \varinjlim A_{i}} نشان داده می‌شود. (این نماندگذاری کمی ایراد دارد؛ چرا که دستگاه هم‌ریختی‌هایی که برای این ساختار حیاتی است را سرکوب می‌کند.) حد مستقیم حالت خاصی از مفهوم هم‌حد در نظریه رسته‌هاست. حد مستقیم دوگان حد معکوس است که خود حالت خاصی از حد در نظریه رسته‌هاست.